# شهرستان واشینگتن (یوتا)

شهرستان واشینگتن یکی از شهرستان‌های ایالت یوتا است که در قسمت جنوبی-جنوب‌غربی این ایالت قرار دارد. مرکز این شهرستان، شهر سنت. جورج است و جمعیت این شهرستان طبق آمارهای سال ۲۰۱۰ برابر است با ۱۳۸.۱۱۵ نفر بوده. همچنین مساحت واشینگتن نیز ۶.۳۰۰ کیلومترمربع تخمین زده شده است.
نام این شهرستان برگفته شده از نام اولین رئیس‌جمهور آمریکا، جورج واشنگتن است.

## پیوند
- وب‌گاه رسمی